# Francisco Medina Ascencio
Francisco Medina Ascencio (Arandas, Jalisco; 22 de octubre de 1910 - Guadalajara, Jalisco; 15 de septiembre de 1993) fue un político mexicano. Fue gobernador de Jalisco entre 1965 y 1971.

## Biografía
Nació el 22 de octubre de 1910 en Arandas, Jalisco. Al año se mudó a la ciudad de Guadalajara, en donde realizó sus primeros estudios.

## Carrera
Cursó la carrera de Leyes y también la carrera de Economía, y al terminar esa preparación se fue a trabajar a la capital del país, a ejercer la carrera de leyes en juzgados con Adalberto Padilla.
Mientras radicaba en el D.F., a la edad de 26 años, se casó con Concepción Jiménez, el 29 de mayo de 1936, con quien tuvo cuatro hijos: Concepción, Ma. Fidela, Francisco José y Luis Rodrigo.
En la década de los años cuarenta escribe sus dos únicas novelas: Vidas forjadas y Vocación Heroica, luego funda el Periódico mensual El Arandense, de la Ciudad de México, mismo que dirigió de 1946 a 1953. Ingresa en la Barra Mexicana de Abogados y en la Sociedad Mexicana de Geografía y Estadística.
Francisco Medina regresó a Guadalajara a trabajar con Agustín Yáñez en 1953. Desempeñó el cargo de Tesorero del Estado durante los 6 años en que Yáñez fue gobernador. Después trabajó 3 años con Juan Gil Preciado, y 3 años después fue Presidente Municipal de Guadalajara.
En 1955 regresa a su actividad pedagógica en la Facultad de Economía de la Universidad Autónoma de Guadalajara y en 1959 crea y funda la Casa Hogar para niños desamparados.

## Presidente municipal y gobernador
Después de haber sido Presidente Municipal de Guadalajara, fue elegido Gobernador del Estado, cargo que tuvo entre 1965 y 1971. Durante ese periodo Medina Ascencio realizó importantes obras como el Periférico de la zona metropolitana, el Aeropuerto Internacional de Guadalajara y Puerto Vallarta, la carretera costera Barra de Navidad-Vallarta; creó el Corredor Industrial del Salto-Ocotlán-La Barca y puso en marcha las Fiestas de Octubre en Guadalajara. Logró la realización del gasoducto Salamanca-Guadalajara y la interconexión del sistema eléctrico nacional, evitando los riesgos de "apagones" ó cortes eléctricos en Jalisco. Construyó más de 700 aulas escolares, inició el sistema de grandes colectores y apoyó la realización de Plaza del Sol, primer centro comercial de América Latina, impulsando a empresarios Jaliscienses para su creación.

## Embajador de México en Italia
En 1971 fue nombrado Embajador de México en Italia, Túnez y la FAO, siendo luego electo presidente del Instituto Ítalo Latino Americano de Roma.
Al regresar a México siguió trabajando en pro de la educación y es así como funda CONALEP, permaneciendo como delegado de CONALEP de Occidente.

## Muerte
Murió el 15 de septiembre de 1993 en la ciudad de Guadalajara, a la edad de 82 años.
Por su labor fue condecorado por los gobiernos de: Yugoslavia, Bélgica, Italia y Brasil. Las ciudades de Puerto Vallarta y Arandas, impusieron su nombre a importantes avenidas, como un reconocimiento a sus realizaciones.